# Thüringer

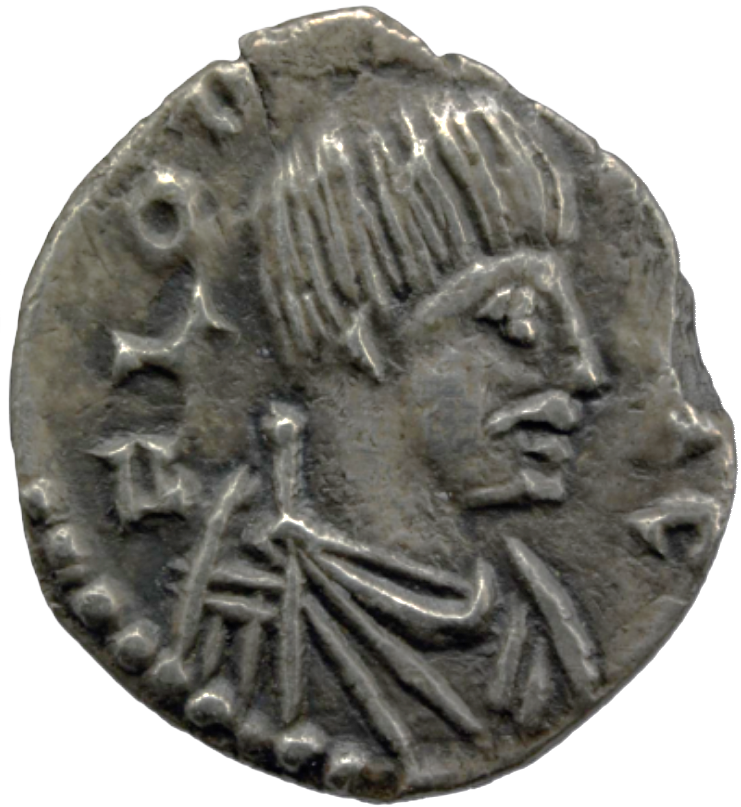
Silbermünze des Flavius Odovacar (FL ODOVAC) von 477, mit Schopf und Schnurrbart eindeutig als Germane, wahrscheinlich thüringischer Herkunft, dargestellt.

Die Thüringer (lateinisch Thuringi, Tueringi oder Thoringi) waren ein Stammesverband/Volksstamm im Wesentlichen germanischer Stämme, der seit dem Ende des 4. Jahrhunderts belegt ist und der Ende des 5. Jahrhunderts ein ausgedehntes Königreich zwischen Rhein, Elbe und Donau gebildet hatte. Auf dieses geht die Gebietsbezeichnung Thüringen zurück.

## Etymologisches
Für die Etymologie der Bezeichnung Thüringer gibt es verschiedene Hypothesen. Die lange Zeit übliche Ableitung des Namens von den Hermunduren, wie auch die Ableitung von den germanisch-keltischen Turonen wird inzwischen mehrheitlich in Zweifel gezogen.
Zuletzt hat Wolfgang Haubrichs auf Basis sämtlich bekannter Überlieferungen für die Thüringer in der späten Antike und dem frühen Mittelalter eine Deutung vorgenommen. Seine onomastisch-sprachwissenschaftliche Analyse – insbesondere der Schreibweisen mit der zugrundeliegenden Phonologie sowie der Morphologie – ergab, dass die Bezeichnung Thüringer zu einem germanischen Adjektiv thur- ‚stark, machtvoll, groß, reich’ mit einer Ableitung auf ing zu stellen ist. Sie sei damit jenen Völkernamen zuzuordnen, die die Stärke und die Größe der Stammesangehörigen betonten, wie dies auch bei Franken und Alemannen der Fall ist. Auch sei eine Etymologie von der Basis germanisch dur- ‚Hügel, Erhebung’ von Jürgen Udolph sprachwissenschaftlich ebenso wenig möglich wie die vorgeschlagene Herleitung von den ostgermanischen ‚Terwingi’ von Heike Grahn-Hoek.

## Zur Entstehung der Thüringer
Die Region nördlich des Thüringer Waldes und Erzgebirges – das Siedlungsgebiet der Naumburger Gruppe (300–60 v. Chr.) – war noch im zweiten Jahrhundert n. Chr. Ptolemaios als „Heim der Teurier“ (Τευριοχαῖμαι, Teuriochaĩmai) bekannt. Die Archäologen vom Landesamt für Denkmalpflege und Archäologie Sachsen-Anhalt sehen damit erstmals eine hiesige archäologische Kultur mit einem antiken Volksnamen verbunden.
Mit Beginn der Völkerwanderung tritt in Mitteldeutschland eine Bevölkerung in Erscheinung, die von archäologischer Seite als Niemberger Gruppe bezeichnet wird. Die Bestattungen dieser Gruppe erfolgten auf vorwiegend kleinen Gräberfeldern, auf denen die Toten in Körpergräbern meist einzeln beigesetzt wurden. Der elbgermanische Stamm der Langobarden, der mit den archäologischen Funden der Wahlitzer Gruppe in Verbindung gesetzt wird, siedelte zu dieser Zeit in der heutigen Altmark.
Der Stamm der Thüringer bildete sich vermutlich im dritten oder vierten Jahrhundert durch einen Zusammenschluss verschiedener germanischer Gruppen und Verbände heraus. Als Vorgängerformation wird heute die Haßleben-Leuna-Gruppe angesehen. Es wird traditionell angenommen, dass einzelne Gruppen der Angeln, Warnen und anderer germanischer Stämme in das Gebiet der Mittelelbe einwanderten. Diese Stämme verbündeten sich wahrscheinlich mit den Einheimischen zu einem neuen Stammesverbund der Thüringer, aus dem wohl später das Reich der Thüringer hervorging. Auf die Anwesenheit der Angeln und Warnen in Thüringen weisen der Gauname Engilin im Bereich der Hainleite, der Name der zwischen Saale und Elster liegenden Landschaft Werenofeld sowie die Lex Angliorum et Werinorum hoc est Thuringorum hin, die Karl der Große um 800 aufzeichnen ließ. Auch die sogenannten „Engelsdörfer“ (wie Feldengel, Kirchengel, Holzengel und Westerengel) bei Großenehrich im Kyffhäuserkreis könnten ihren Wortstamm aus dieser Besiedlung erhalten haben. Verschiedene spätantike Quellenberichte sprechen für eine recht enge Verbindung der Warnen mit den Thüringern. Das Siedlungsgebiet dieser ,frühen Thüringer‘ umfasste wahrscheinlich vor allem Teile des heutigen Mitteldeutschlands, d. h. den Raum zwischen Thüringer Wald (Rennsteig), Unterlauf der Werra, Harz und Elbe, in dem ein bis zwei Jahrhunderte zuvor, während der frühen römischen Kaiserzeit, noch Hermunduren bzw. die Träger der Großromstedter Kultur siedelten.

## Geschichte

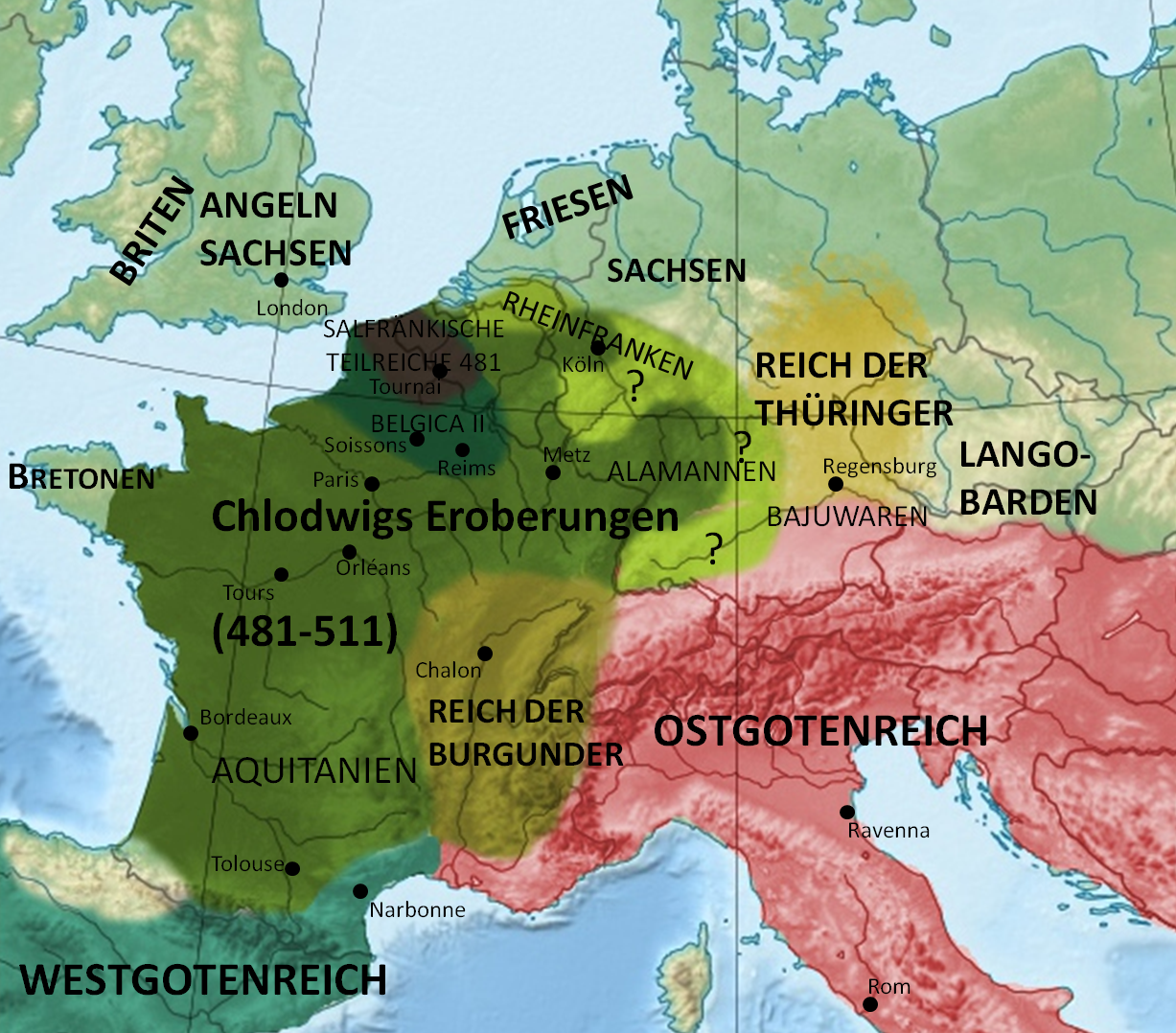
Reich der Thüringer an der Ostgrenze des Fränkischen Reichs um 500 n. Chr.

Die Thüringer werden erstmals als Toringi um 400 im Werk Mulomedicina („Maultier-Heilkunde“) des spätantiken Autors Flavius Vegetius Renatus erwähnt, der die Kriegstauglichkeit ihrer Pferde rühmt.
Sidonius Apollinaris berichtet, dass die Thüringer zu Beginn des 5. Jahrhunderts unter die Herrschaft der Hunnen gerieten und thüringische Kontingente auf Seiten Attilas bei der Schlacht auf den Katalaunischen Feldern im Jahr 451 kämpften. Die Hunnenherrschaft endete bald nach dem Tod Attilas und der Schlacht am Nedao in Pannonien im Jahr 454.
Gregor von Tours berichtet über ein Exil des Frankenkönigs Childerich I. in Thüringen, aus dem ihm Basina folgte, die seine Gemahlin wurde und ihm Chlodwig gebar. Teile der Erzählung weisen sagenhafte Züge auf, was zu Zweifeln daran führte, nicht jedoch an der Ehe mit Basina.
Eugippius und seiner Vita des Severin von Noricum zufolge unternahmen die Thüringer im Verbund mit den Alamannen um 480 Raubzüge gegen Passau und andere Städte an der Donau.
 Thüringer Königreich
Der erste namentlich bekannte und historisch gesicherte Thüringerkönig war Bisinus, der um 500 herrschte. Das Thüringer Königreich erstreckte sich wahrscheinlich von der mittleren Elbe nach Süden über den Main hinaus, möglicherweise fast bis zur Donau. Bis zum Beginn des 6. Jahrhunderts lag die ostfränkische Region im Spannungsfeld zwischen Thüringern und Alamannen. Der Geograph von Ravenna schreibt im 7. Jahrhundert, dass die Flüsse Naab und Regen (in der heutigen Oberpfalz) im Land der Thüringer in die Donau münden. Die vermutete Ausdehnung des thüringischen Machtbereichs in die Maingebiete ist allerdings nicht sicher nachzuweisen. In Oberfranken scheinen bis zur Eroberung durch die Franken eher Beziehungen zu böhmischen Kulturgruppen bestanden zu haben. Möglicherweise war hier eine einheimische elbgermanische Bevölkerungsgruppe als Traditionsträger vorherrschend. Heike Grahn-Hoek geht davon aus, dass sich das Thüringerreich auf seinem Höhepunkt im frühen 6. Jahrhundert über weite Teile der rechtsrheinischen Germania erstreckt habe und die Thüringer damit in diesem Raum eine Vormachtstellung ausgeübt hätten.
Gregor von Tours schrieb Ende des 6. Jahrhunderts in seinen Historien von Thoringern, die linksrheinisch und in unmittelbarer Nachbarschaft zu den Franken lebten. Daraus wurde geschlossen, dass um 500 neben dem ostrheinischen Thüringerreich noch ein kleineres linksrheinisches Thüringerreich existiert habe. Ob es jedoch ein solches Thüringerreich am Rhein gegeben hat, ist sehr fraglich. In der neueren Forschung wird die Existenz eines linksrheinischen Thüringerreichs eher abgelehnt, da es sich um eine Fehldeutung Gregors gehandelt habe.
Bei Gregor von Tours werden nach Bisinus als Könige der Thüringer die Brüder Baderich, Herminafried und Berthachar erwähnt. Das Königreich wurde erstmals in einem Schreiben Theoderichs des Großen an Herminafried erwähnt. Baderich wurde eventuell vor Beginn der folgenden fränkischen Invasion getötet, doch ist dies unsicher. Möglicherweise sind er und Berthachar erst während der fränkischen Invasion (531) gefallen. Schließlich blieb nur noch Herminafried als eigenständiger König übrig. Er war wohl schon zuvor der mächtigste der drei Brüder und heiratete die Gotin Amalaberga, eine Nichte des Ostgotenkönigs Theoderich. Mit dem Tod Theoderichs im Jahr 526 endete die bisherige Ausgleichspolitik unter den Germanenreichen im Westen. Noch bevor die Thüringer ihre Herrschaft festigen konnten, setzten die Merowinger ihre aggressive Expansionspolitik fort: Sie nutzten die günstige Gelegenheit, die Thüringer – die nun ohne den Schutz der Amaler waren – anzugreifen. Zudem scheint das Reich der Thüringer bereits durch die vorherigen Bruderkämpfe geschwächt worden zu sein.
In einer Reihe von Schlachten, deren letzte im Jahr 531 an der Unstrut stattgefunden haben soll (siehe Schlacht an der Unstrut), besiegten die merowingischen Franken schließlich das Volk der Thüringer unter König Herminafried. Eventuell wurden die Franken dabei von den Sachsen militärisch unterstützt. Durch Flucht, Deportation und Mord fand die thüringische Königsfamilie ihr Ende. Eine literarische Verarbeitung der Ereignisse um den Untergang des Thüringerreichs und das Ende Herminafrieds ist das Iringlied. Die letzte Angehörige des Königshauses, Radegundis, starb im Jahr 587 im fränkischen Exil und wurde später heiliggesprochen. Die Franken beendeten die Herrschaft der Thüringer und schlossen deren bisheriges Herrschaftsgebiet, das Thüringerreich, dem eigenen Territorium an. Im folgenden Jahr (532) wurde auch das Burgundenreich von den Franken erobert.

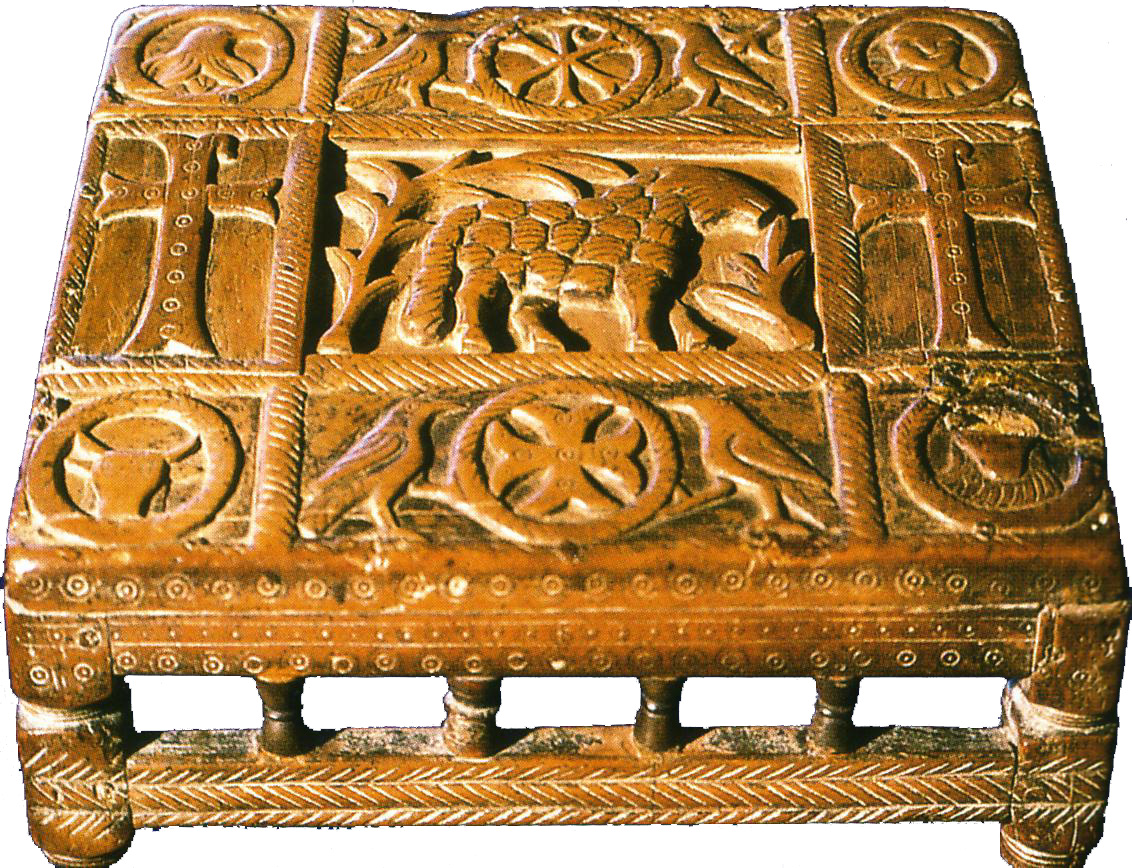
Lesepult der Radegundis, Kloster Sainte-Croix in Saint-Benoît bei Poitiers

Die weitere Entwicklung Thüringens nach dem Reich der Thüringer wird im Artikel Geschichte Thüringens (Mittelalter) dargestellt.

## Zeittafel
- Um 400: Der Name T(h)oringi bzw. T(h)uringi wird erstmals von dem römischen Schriftsteller Flavius Vegetius Renatus im Zusammenhang mit weißen Pferden erwähnt.
- Mitte des fünften Jahrhunderts dienten laut Sidonius Apollinaris thüringische Kontingente dem Hunnenkönig Attila.
- 453: Nach dem Zusammenbruch der Hunnenherrschaft errichteten die Thüringer im Raum zwischen Donau, Main und Elbe einen eigenen Herrschaftsraum, wohl das mächtigste germanische Reich außerhalb der alten römischen Reichsgrenzen.
- 476: Odoaker, lat. Flavius Odovacer, laut Suda thüringischer Herkunft (siehe Hunulf) und von Jordanes als König der Thüringer (Torcilingorum rex), Skiren und Heruler bezeichnet, war nach der Absetzung des Romulus Augustulus bis 493 König von Italien (rex Italiae).
- um 480: Im Verbund mit den Alamannen unternahmen die Thüringer Raubzüge gegen Passau und andere Städte an der Donau.
- um 500: Der erste namentlich bekannte und historisch gesicherte Thüringerkönig Bisinus beherrschte um 500 wohl ein Gebiet, das sich nach Süden vermutlich über den Main hinaus möglicherweise fast bis zur Donau erstreckte.
- 502 oder 506: Die Franken unter Chlodwig I. besiegten endgültig die Alamannen (wohl in der Schlacht bei Straßburg) und schlugen außerdem ein Heer der Thüringer.
- Ab 506(?) herrschte König Herminafried nach dem Tod seines Vaters Bisinus (sowie seiner beiden Brüder Baderich und Berthachar allein) über das Thüringer Reich und heiratete Amalaberga, eine Nichte Theoderichs des Großen.
- 30. August 526: Theoderich der Große stirbt, sein minderjähriger Enkel Athalarich trat unter der Regentschaft seiner Mutter Amalasuntha die Nachfolge an. Das ostgotische Reich wurde durch diesen Tod stark geschwächt und wenige Jahre später von Ostrom erobert. Die ostgotischen Verbündeten Burgund und das Reich der Thüringer fielen bald darauf an die Franken.
- 528/29: Eine vermutlich erste Invasion der Franken in Thüringen.
- 531: In einer Schlacht an der Unstrut besiegten die merowingischen Franken die Thüringer unter König Herminafried. Ob dabei auch Sachsen teilnahmen, ist umstritten. Durch Flucht, Deportation und Mord (Herminafrid 534 in Tolbiacum, heute Zülpich) fand die thüringische Königsfamilie ihr Ende. Das Reich der Thüringer wurde zerschlagen und dem Frankenreich einverleibt.